# Die Abenteuer des Röde Orm
Die Abenteuer des Röde Orm ist ein Roman des schwedischen Schriftstellers Frans G. Bengtsson. Das Original Röde Orm erschien in zwei Teilen zu je zwei Büchern 1941 und 1945 in Schweden unter den Titeln Sjöfarare i västerled (Seefahrer im Westen) und Hemma och i österled (Daheim und im Osten). Eine vollständige deutsche Ausgabe wurde erstmals 1951 vom Heimeran Verlag herausgegeben. Die Übersetzung von Elsa Carlberg ist die bis in die neuesten Auflagen maßgebliche (Stand 2015).

## Inhalt
Der Roman verfolgt die Lebensgeschichte des jungen Bauernsohns Röde Orm (der Name „Orm“ bedeutet „Schlange“, vgl. dt. Wurm, und „Röde“ bedeutet „der Rote“ bzw. „der Rothaarige“). Den politischen Rahmen bildet das Europa des ausgehenden 10. Jahrhunderts, aus skandinavischer Sicht. 

### Erstes Buch
Orm ist der jüngste Sohn des reichen schonischen Bauern Toste. Jeden Sommer bricht Toste mit seinem Schiff nach Irland auf, um andere Wikinger bei ihren Raubzügen zu unterstützen. Orm ist zu jung um mitzufahren, kommt aber durch einen Überfall auf sein Zuhause in die Gefolgschaft des Wikingerhäuptlings Krok, der mit drei Schiffen in der Ostsee plündert. Diese Heerfahrt wird aufgrund mangelnden Erfolgs nach Westeuropa verlagert, wo die Wikinger schnell Beute machen, aber durch einen maurischen Angriff auch wieder alles verlieren. Orm und einige andere geraten in die Gefangenschaft des andalusischen Herrschers Almanzur, der sie später in seinen Dienst nimmt. Nach einigen Jahren treten sie, reich an Schätzen und Geschichten, die Rückreise an. Es verschlägt sie an den Hof des dänischen Königs Harald Blauzahn, bei dem sie Jul (Weihnachten) feiern. Dort trifft Orm seine zukünftige Braut Ylva, verliert aber durch einen Freund die Gunst König Haralds, so dass er nicht wieder an dessen Hof zurückkehren kann, um sie zu holen. Stattdessen tritt er die Heimreise an und erbt, nach der Ankunft in Schonen, den väterlichen Hof, da weder sein Vater noch seine älteren Brüder aus Irland zurückgekehrt sind.

### Zweites Buch
Der Liebeskummer plagt Orm nicht lange, denn Harald Blauzahn wird von seinem Sohn Sven Gabelbart von seinem Hof in Jelling vertrieben und stirbt bald darauf im Exil. Orms Problem besteht nun darin, den ehemaligen Hofstaat König Haralds zu finden, zu dem Ylva gehörte. Da er es zuhause nicht aushält, rüstet er ein Schiff aus und zieht im Gefolge von Thorkel dem Hohen nach England, um dort zu plündern. Es kommt dort zur berühmten Schlacht von Maldon, die mit der Niederlage der englischen Verteidiger endet. Der englische König Ethelred sieht sich nun gezwungen, den Wikingern Danegeld auszuzahlen. Für Orm wendet sich damit das Glück in zweierlei Hinsicht. In Maldon trifft er nämlich auch den Mönch Bruder Willibald wieder, der den Aufenthaltsort von Ylva kennt. Das neue Glück führt Orm zum christlichen Glauben, und er beschließt Christ zu werden. In London trifft er Ylva wieder und lässt sich taufen. Auf dem Rückweg in die Heimat zieht Orm den Zorn des heidnischen Sven Gabelbart auf sich, so dass er den Heimathof aufgeben muss und nach Göinge zieht.

### Drittes Buch
In Göinge baut Orm einen neuen Hof und errichtet sogar eine Kirche. Die neuen Nachbarn heißen Orm als Christen nicht willkommen, und alle Versuche Bruder Willibalds, sie zum Christentum zu bekehren, schlagen fehl. Erst bei der Taufe von Orms erstem Sohn Harald und dem darauf folgenden Fest gelingt es, einige zum Übertritt zu bewegen. Bei einem Thing versucht Orm einige von den Småländern gefangene Mönche freizukaufen und stößt wiederum auf Ablehnung und Hass, die dem neuen Glauben entgegengebracht werden. Orm macht sich aber auch als weiser Redner verdient und gewinnt auf dem Thing einige einflussreiche politische Freunde.

### Viertes Buch
Nachdem das Jahr 1000 verstrichen ist, ohne dass Jesus auf die Erde zurückgekehrt ist, um das Jüngste Gericht abzuhalten, kommt ein tot geglaubter Bruder Orms auf den Hof. Er erzählt von seinem Dienst in der Leibwache des byzantinischen Kaisers in Miklagård (Konstantinopel) und wie er an einen großen Schatz gekommen sei, aber dabei auch seinen Sohn verloren habe. Orm fordert er auf, den Schatz zu bergen, und so rüstet dieser erneut ein Schiff aus und fährt mit einigen Gefolgsmannen ins heutige Russland. Die Bergung des Schatzes gestaltet sich sehr schwierig, und nach der Rückreise findet Orm seinen Hof verwüstet vor. Er findet die Täter und stellt sie. Seine Kinder verheiratet er standesgemäß.

## Stil
Bengtsson verwendet für seinen Roman einen besonderen Stil, der ihn von den übrigen schwedischen Schriftstellern abhebt. Er will den Röde Orm nicht einmal als „Roman“ bezeichnet wissen, sondern verwendet das Wort „Berättelse“ (Erzählung, Bericht). Er vermeidet die in modernen Romanen so häufige „Psychologische Analyse“ der Hauptcharaktere, wie er es nennt. Das heißt, er berichtet nur, was geschieht und gesagt wird, ohne den Romanhelden psychologisch aufzuschlüsseln und ohne aufzuschreiben, was dieser denkt. Dennoch gelingt ein guter Einblick in Gedankenwelt, Wert- und Weltvorstellungen vieler Charaktere und lässt so Handlungsweisen realistisch erscheinen. Für einen solchen Stil orientiert er sich am antiken Autor Titus Petronius und an den Isländersagas. 
Die Sprache des Romans hält Bengtsson einfach und frei von Archaismen, obwohl ein historisches Thema oft dazu führt, möglichst alte Formen und Wörter zu gebrauchen. Eine Ausnahme bildet die strikte Verwendung der gerade in den 1940er Jahren aus dem schwedischen Schriftgebrauch gezogenen Verbformen im Präteritum (aus „vi gingo“ für „wir gingen“ wurde „vi gick“ und unterschied sich damit nicht mehr von der Singularform „han gick“ – „er ging“, so als ob man im Deutschen „er ging“ und „wir ging“ sagen würde). Bengtsson gab damit seinem Roman einen altertümlichen Klang, ohne auf Archaismen zurückgreifen zu müssen, die das Verständnis beim Leser nur erschwert hätten.
Ein weiteres Stilmerkmal ist die Gleichstellung von Substantiv und Verb ohne den häufigen Gebrauch von Adjektiven. Adjektive sieht Bengtsson als größtenteils überflüssig an und hält daher mit einem „vaksamt öga“ (wachsamen Auge) nach ihnen Ausschau.
Bengtsson erreicht außerdem in der Beschreibung von Ereignissen, Personen, aber auch von Sitten und Gebräuchen eine bemerkenswerte historische Genauigkeit. Daneben sorgen der zuweilen bewusst zurückhaltende Stil und die farbenfrohen Charaktere in ihrem oft recht unbekümmerten Verhalten für zahlreiche komische Momente.

## Nachwirkung im Kinderbuch
Der schwedische Autor Runer Jonsson ließ sich von Bengtssons Roman zu seiner Kinderbuchreihe um Wickie und die starken Männer inspirieren.

## Verfilmung
Der Film Raubzug der Wikinger (Originaltitel: The Long Ships) von 1963 entlehnt einige Motive aus Bengtssons Roman. Der Titel des englischen Films The Long Ships folgt dem Titel der englischen Übersetzung von Röde Orm. Da die Handlungen von Film und Buch jedoch mehr Unterschiede als Gemeinsamkeiten aufweisen, kann man kaum von einer Verfilmung des Romans sprechen.
Eine neue Verfilmung war geplant, die diese Unzulänglichkeiten sowie ein paar Irrtümer über die Wikinger bereinigen sollte. Die Planungen wurden jedoch aufgegeben, als die beteiligten Firmen Film i Väst und Zentropa ihre Zusammenarbeit beendeten.